# Rokinfontein

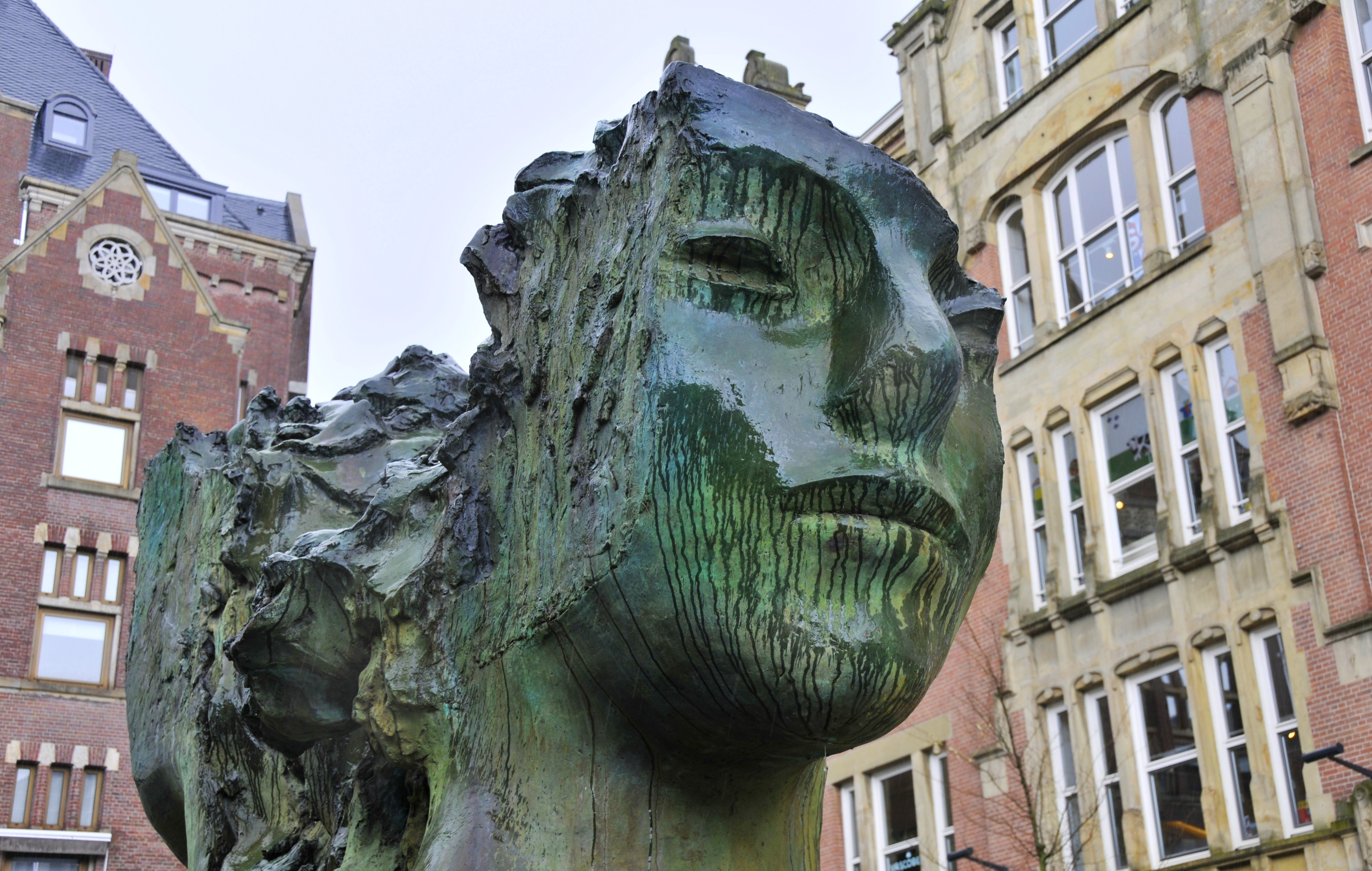
Een van de koppen (april 2018)

De Rokinfontein is een kunstwerk in de vorm van een fontein in Amsterdam-Centrum. Het werk maakt deel uit van de grote herinrichting van de binnenstad onder de noemer De Rode Loper.
De fontein is gebouwd volgens een ontwerp van Mark Manders. Hij kwam met een relatief grote voorstelling van gepatineerd brons (3 meter lang, drie meter hoog) op een kubusachtige sokkel van natuursteen (Gascogne Azul) van 4,5 bij 2,5 bij 1 meter. De voorstelling zelf bestaat uit twee ruw afgewerkte van elkaar wegkijkende hoofden, die in de loop der tijden beschadigd lijken te zijn. Het kunstwerk werd op 31 juli 2017 geplaatst op het Rokin in de hoek tussen Gassan Diamonds en boekhandel Scheltema. Het geheel weegt 27.000 kilogram. Het waterreservoir, de filters en de pomp bevinden zich onder de stellage..
De opdracht voor dit werk kwam in 2015 van de gemeente Amsterdam, nadat ze aan een drietal kunstenaars (Manders, Jennifer Tee en Rob Birza) had gevraagd een fontein voor het Rokin te ontwerpen, die ook fraai zou ogen als er geen water stroomde. De keus viel door middel van een jury en deelnemend publiek op het werk van Manders, die tot dan toe voornamelijk werken op verzoek van musea had geleverd. Manders zag een uitdaging in het verschil; nu een werk ontwerpen die mensen en passant zien, in plaats van dat ze specifiek naar een museum gaan om kunst te bekijken. Manders wilde met zijn fontein een tijdloos stuk straatmeubilair neerzetten, waarbij voorbijgangers het idee krijgen dat het beeld er al tijden staat.
Op 5 september 2017 is de fontein door de Amsterdamse wethouder Kunst en Cultuur Kajsa Ollongren en de twee zonen van de kunstenaar officieel onthuld. In de nazomer van 2018 bleek het systeem niet geheel waterdicht; de fontein verloor water. De fontein werd tijdelijk buiten werking gezet.